# Absolution
Absolution é o terceiro álbum de estúdio da banda inglesa de rock alternativo Muse. O disco foi liberado em 21 de setembro de 2003 na Inglaterra em 23 de março de 2004 nos Estados Unidos. Este álbum lançou os dois primeiros grandes sucessos do Muse na América, com os singles "Time Is Running Out" e "Hysteria", sendo que este último ocupou uma posição entre o Top 10 da UK Charts. Em 2006, Absolution foi votado como o 21º melhor álbum inglês da história pela revista NME.

## Gravação
A banda passou quase todo o ano de 2002 gravando Absolution com o produtor Rich Costey. O álbum foi gravado em estúdios em Los Angeles e em Londres. Bellamy disse que a banda tomou uma "decisão consciente" de "se reunir e fazer música", separando tempo para a gravação e composição, já que a gravação dos outros álbuns foi feita sobre pressão e com um cronograma apertado.
Absolution intruduziu várias temas melódicos e de formas de escrever letras que se tornariam na marca da banda, como as influências de rock sinfônico na canção "Butterflies and Hurricanes", música clássica na faixa "Blackout" e música eletrônica em "Endlessly". O álbum fala sobre medo, falta de confiança, conquistas pessoais e alegria. Bellamy disse que o começo da Guerra do Iraque teve um efeito na composição das letras. Esses temas voltariam a influênciar a banda no lançamento do álbum The Resistance de 2009.
O b-side e faixa bônus do álbum, a canção "Fury" e a canção "Soldier's Poem" do álbum Black Holes and Revelations, de 2006, foram descartadas do álbum, pouco antes do seu lançamento, sendo que "Fury" foi retirada em favor da canção "The Small Print" por insistência de Chris Wolstenholme e Dominic Howard, apesar das intenções do vocalista Matt Bellamy de inclui-las no álbum.
A faixa "Blackout" tem uma orquestra de 18-peças na melodia.

## Lançamento
Absolution foi lançado oficialmente em 23 de setembro de 2003 em formato de CD e vinil. Este foi o primeiro lançamento da banda pela gravadora A&E Records. O primeiro dos seis singles lançados do álbum, a canção "Stockholm Syndrome", foi disponibilizada apenas via download e foi um enorme sucesso comercial.

### Absolution XX Anniversary
No dia 15 de setembro de 2023, a banda anunciou uma edição especial remasterizada do álbum, intitulada Absolution XX Anniversary, em comemoração ao seu 20ª aniversário de lançamento. A edição especial conta com as 14 faixas originais, Fury, da edição japonesa, e 11 faixas que são versões demo, ao vivo, ou alternativas das canções originais, e foi lançado no dia 17 de novembro.

## Faixas
Todas as letras escritas por Matthew Bellamy, todas as músicas compostas por Muse.
| CD  |                               |         |  |
| N.º | Título                        | Duração |  |
| 1.  | "Intro"                       | 0:22    |  |
| 2.  | "Apocalypse Please"           | 4:22    |  |
| 3.  | "Time Is Running Out"         | 3:56    |  |
| 4.  | "Sing for Absolution"         | 4:54    |  |
| 5.  | "Stockholm Syndrome"          | 4:58    |  |
| 6.  | "Falling Away with You"       | 4:40    |  |
| 7.  | "Interlude"                   | 0:37    |  |
| 8.  | "Hysteria"                    | 3:47    |  |
| 9.  | "Blackout"                    | 4:22    |  |
| 10. | "Butterflies and Hurricanes"  | 5:01    |  |
| 11. | "The Small Print"             | 3:28    |  |
| 12. | "Endlessly"                   | 3:49    |  |
| 13. | "Thoughts of a Dying Atheist" | 3:11    |  |
| 14. | "Ruled by Secrecy"            | 4:54    |  |

| Faixa bônus do Japão |                                                          |         |  |
| N.º                  | Título                                                   | Duração |  |
| 12.                  | "Fury" (também é b-side da canção "Sing for Absolution") | 5:02    |  |

| Edição limitada (RU) DVD bonus |                                           |         |  |
| N.º                            | Título                                    | Duração |  |
| 1.                             | "The Making of Absolution" (documentário) |         |  |

| CD bonus- Turnê Australiana |                       |         |  |
| N.º                         | Título                | Duração |  |
| 1.                          | "Stockholm Syndrome"  | 7:14    |  |
| 2.                          | "New Born"            | 6:11    |  |
| 3.                          | "Muscle Museum"       | 4:18    |  |
| 4.                          | "Hysteria"            | 4:14    |  |
| 5.                          | "Bliss"               | 4:01    |  |
| 6.                          | "Time Is Running Out" | 4:06    |  |

| Absolution XX Anniversary |                                                                     |         |  |
| N.º                       | Título                                                              | Duração |  |
| 1.                        | "Intro"                                                             | 0:22    |  |
| 2.                        | "Apocalypse Please"                                                 | 4:22    |  |
| 3.                        | "Time Is Running Out"                                               | 3:56    |  |
| 4.                        | "Sing for Absolution"                                               | 4:54    |  |
| 5.                        | "Stockholm Syndrome"                                                | 4:58    |  |
| 6.                        | "Falling Away with You"                                             | 4:40    |  |
| 7.                        | "Interlude"                                                         | 0:37    |  |
| 8.                        | "Hysteria"                                                          | 3:47    |  |
| 9.                        | "Blackout"                                                          | 4:22    |  |
| 10.                       | "Butterflies and Hurricanes"                                        | 5:01    |  |
| 11.                       | "The Small Print"                                                   | 3:28    |  |
| 12.                       | "Fury"                                                              | 5:02    |  |
| 13.                       | "Endlessly"                                                         | 3:49    |  |
| 14.                       | "Thoughts of a Dying Atheist"                                       | 3:11    |  |
| 15.                       | "Ruled by Secrecy"                                                  | 4:54    |  |
| 16.                       | "Apocalypse Please" (apenas vocal e teclas)                         | 4:09    |  |
| 17.                       | "Time is Running Out" (ao vivo no teatro The Wiltern, 2004)         | 4:16    |  |
| 18.                       | "Sing For Absolution" (ao vivo na arena Antic, Vienna, 2004)        | 4:51    |  |
| 19.                       | "Falling Away With You" (demo de 2002)                              | 2:31    |  |
| 20.                       | "Hysteria" (demo de 2002)                                           | 3:42    |  |
| 21.                       | "Hysteria" (ao vivo no Earl's Court, 2004)                          | 4:07    |  |
| 22.                       | "Blackout" (ao vivo na arena Antic, Vienna, 2004)                   | 4:44    |  |
| 23.                       | "Butterflies & Hurricanes" (apenas vocal, teclas e cordas)          | 5:02    |  |
| 24.                       | "Endlessly" (ao vivo no Columbiahalle, Berlim, 2003)                | 4:02    |  |
| 25.                       | "Thoughts of a Dying Atheist" (ao vivo no teatro The Wiltern, 2004) | 3:25    |  |
| 26.                       | "Ruled By Secrecy" (apenas vocal e teclas)                          | 4:49    |  |

## Recepção

### Comercial
| Críticas profissionais | Críticas profissionais |
| Avaliações da crítica  | Avaliações da crítica  |
| Fonte                  | Avaliação              |
| ---------------------- | ---------------------- |
| Allmusic               | link                   |
| MusicOMH.com           | Positivo link          |
| Rolling Stone          | link                   |
| Drowned in Sound       | link                   |
| NME                    | link                   |
| Q                      | link                   |
| The Guardian           | link                   |
| Sputnikmusic           | link                   |

Absolution foi o primeiro álbum do Muse a alcançar sucesso nas paradas americanas e acabou por tornar a banda popular nos Estados Unidos. O disco chegou a ficar no #1 lugar na Top Heatseekers da Billboard e em #107 na Billboard 200.

### Criticas
O álbum foi bem recebido pelos críticos. Tanto a revista Q e o jornal The Guardian deram excelentes pareceres sobre o CD, sendo que a Allmusic e a Rolling Stone deram três estrelas ao disco. O estilo deste álbum foi comparado aos do Radiohead, como Tim DiGravina do Allmusic disse que o vocal de Bellamy parece uma "versão de Thom Yorke". Contudo, DiGravina também disse que o álbum consegue impressionar os fãs da banda que são 'mais chegados em um roque alternativo mais pesado', uma visão compartilhada pelo critico do The Guardian, Alexis Petridis.
Recentemente, a revista britânica NME colocou o álbum na 49ª posição na lista do "Top 100 Greatest Albums of the Decade".

## Paradas Musicais
| Paradas (2003)                        | Melhor posição |
| ------------------------------------- | -------------- |
| Alemanha (Offizielle Deutsche Charts) | 11             |
| Austrália (ARIA)                      | 21             |
| Áustria (Ö3 Austria Top 40)           | 5              |
| Bélgica (Ultratop Valônia)            | 7              |
| Dinamarca (Hitlisten)                 | 28             |
| Escócia (Official Scottish Albums)    | 2              |
| Espanha (PROMUSICAE)                  | 100            |
| Finlândia (Suomen virallinen lista)   | 12             |
| França (SNEP)                         | 1              |
| Itália (FIMI)                         | 4              |
| Nova Zelândia (RMNZ)                  | 17             |
| Noruega (VG-lista)                    | 5              |
| Países Baixos (Dutch Charts)          | 2              |
| Portugal (AFP)                        | 7              |
| Suíça (Schweizer Hitparade)           | 3              |
| Reino Unido (UK Albums Chart)         | 1              |
| Estados Unidos (Billboard 200)        | 107            |

| Ano  | Canção                     | Paradas musicais   | Posição |
| ---- | -------------------------- | ------------------ | ------- |
| 2003 | "Stockholm Syndrome"       | UK Downloads Chart | 31      |
| 2003 | "Time Is Running Out"      | UK Singles Chart   | 8       |
| 2003 | "Hysteria"                 | UK Singles Chart   | 17      |
| 2004 | "Sing For Absolution"      | UK Singles Chart   | 16      |
| 2004 | "Apocalypse Please"        | UK Downloads Chart | 10      |
| 2004 | "Butterflies & Hurricanes" | UK Singles Chart   | 14      |
| 2004 | "Time Is Running Out"      | Modern Rock Tracks | 9       |
| 2005 | "Hysteria"                 | Modern Rock Tracks | 9       |
| 2005 | "Stockholm Syndrome"       | Modern Rock Tracks | 31      |

## Certificações
| País           | Certificador | Certificação |
| -------------- | ------------ | ------------ |
| Austrália      | ARIA         | Platina      |
| Canadá         | Music Canada | Ouro         |
| Itália         | FIMI         | Ouro         |
| Suíça          | IFPI         | Ouro         |
| Reino Unido    | BPI          | 3× Platina   |
| Estados Unidos | RIAA         | Platina      |